# جوني ألان
جوني ألان (بالإنجليزية: Jonny Allan)‏ (24 مايو 1983 في المملكة المتحدة - ) هو لاعب كرة قدم بريطاني في مركز الهجوم. لعب مع نادي كارلايل يونايتد ونادي هاروجيت تاون ونادي هاليفاكس تاون ونورثويتش فيكتوريا ونادي غيتزهد ونادي سلتيك نايشون.

## وصلات خارجية
- جوني ألان على موقع قاعدة بيانات كرة القدم.إي يو (الإنجليزية)
- جوني ألان على موقع Soccerbase.com (لاعب) (الإنجليزية)